# Androstachys
- Commons
- Wikispecies

Androstachys Prain  é um género botânico pertencente à família Picrodendraceae.

## Espécies
Apresenta seis espécies:
- Androstachys imberbis
- Androstachys johnsonii
- Androstachys merana
- Androstachys rufibarbis
- Androstachys subpeltata
- Androstachys viticifolia